# Palais universitaire de Rennes
Pour les articles homonymes, voir Palais universitaire.
Le palais universitaire est un bâtiment situé à Rennes en Ille-et-Vilaine.

## Histoire

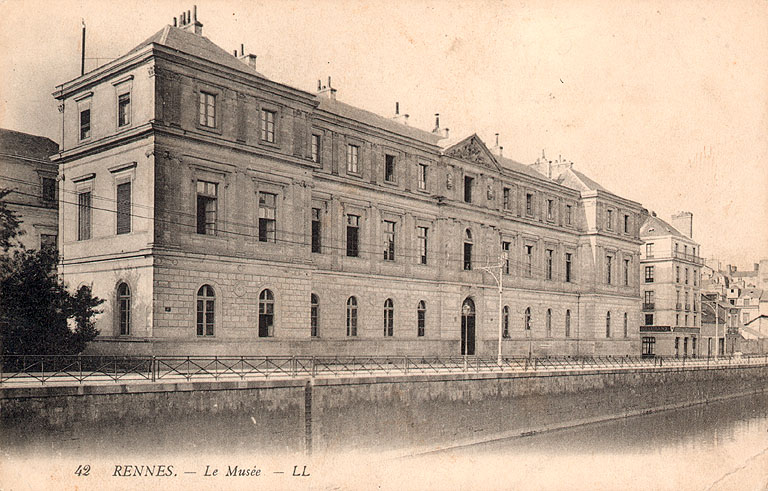
Vue de la façade du palais, fin du XIXe siècle.

Le bâtiment a été conçu par l'architecte municipal Charles Millardet dès 1838 puis par son successeur Vincent Boullé (1803-1864). Enfin, Jean-Baptiste Martenot travaillera sur les aménagements à partir de 1856.
La première pierre est posée le 4 mai 1849 et la construction terminée en 1855.
À l'origine, il est construit pour abriter plusieurs structures d'enseignement supérieur : facultés de droit, des sciences, des lettres et les Écoles préparatoires de médecine et de pharmacie.
La couverture vitrée du patio intérieur, en 1856, est assurée par Jean-Baptiste Martenot (1828-1906). En 1881, il est aussi chargé d'aménager un amphithéâtre pour la faculté de Droit.
Il est actuellement entièrement occupé par le musée des Beaux-Arts de Rennes.

## Localisation
Il se trouve dans le centre-ville de Rennes, au numéro 20 du quai Émile-Zola, le long de la Vilaine.
Il est longé par la rue Léonard-de-Vinci à l'ouest et la rue Touillier sur sa façade arrière au sud. À l'est, il est séparé de l'avenue Jean-Janvier par le square Loth.